# Лигово (исторический район)
Ли́гово — исторический район на юго-западе Санкт-Петербурга (Красносельский район).

## Название
Название происходит от реки Лига, ныне река Дудергофка. Её воду в XVIII веке использовали для питания фонтанов летнего сада посредством Лиговского канала.

## История места

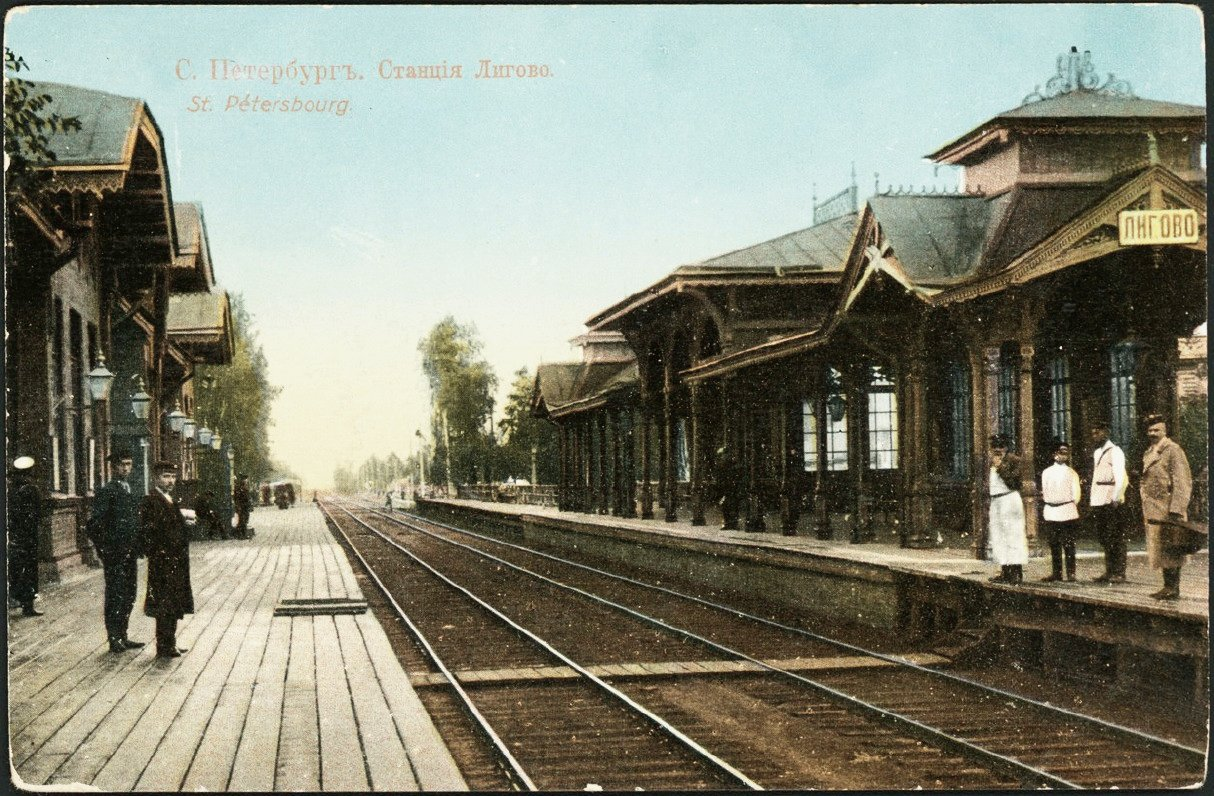
Станция Лигово в начале XX века

Небольшая ижорская деревня Лихала (фин. Liihala, Liihankyla, швед. Liga) существовала задолго до основания Санкт-Петербурга. Это название упоминается в переписной окладной книге Водской пятины 1500 года. Во время шведского правления местные православные ижоры вынуждены были покинуть родные деревни, а на их места шведской администрацией были переселены финноязычные лютеране, савакоты. Деревня была приписана к Тирисскому лютеранскому приходу (ныне Мартышкино Ломоносовского района).
Пётр I приписал деревню Лихалу к своим имениям. Историю Лиговского пруда и мызы см. Лигово (усадьба).
В пояснительном тексте к этнографической карте Санкт-Петербургской губернии П. И. Кёппена 1849 года она записана, как деревня Liiha (Лигова) и указано количество её жителей на 1848 год: ингерманландцев-савакотов — 25 м п., 28 ж. п., всего 53 человека, а также ижора и русские.

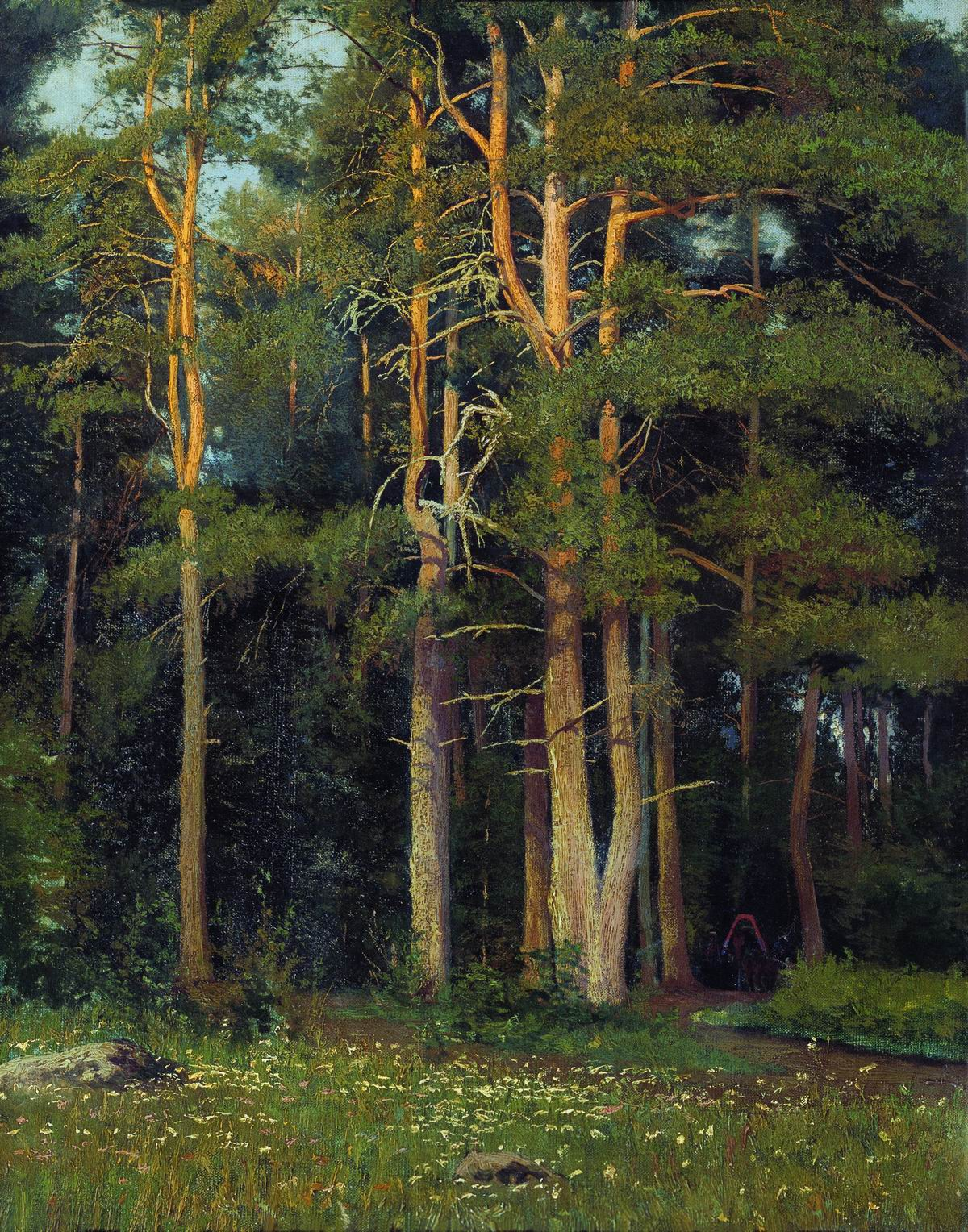
«Сосновый бор у Лигова», Шишкин И. И., 1895 год

### Новые места
Начало дачному посёлку «Новые Места» в Лигове было положено приобретением в феврале 1899 года имений С. А. Куна и Лапотниковой землевладельцами И. И. и Н. И. Дерновыми, М. Э. Сегалем, Р. М. Матвеевым, С. С. Степановым, Е. В. Васильевым и И. П. Беляевым. Территория, простиравшаяся до линии железной дороги, была разделена прямоугольной сеткой улиц и переулков, названных по их фамилиям. Проезды дореволюционного Лигова: Эбсвортский пр., Дерновая ул., Степанова ул., Сегалева ул., Матвеевская ул., Раевская ул., Николаевская ул., Куновская ул., Ван-Молевская ул., Шеферская ул. и дорога, Герлемановская ул. и дорога, Ивановская дорога, Беляев пер., Весёлый пер., Васильев пер., Егоровский пер., Андреевский пер., Бауэрский пер., Ляпутинский пер.
В марте 1905 года было образовано Общество благоустройства дачной местности «Новые места» в Лигове. Комитет общества координировал важнейшие работы по обеспечению жизни в посёлке, как то: мощение улиц (полная ширина улицы — 10 саж или 20 м), проведение освещения на керосиново-калильных лампах, доставка воды, противопожарная безопасность, телефонизация, культурные мероприятия. К середине 1910-х годов практически все кварталы были застроены, причем не только дачами, но и коттеджами для постоянного проживания.
Также акционерное общество «Строитель» в начале 1910-х гг. планировало образовать дачный посёлок «Фаворито» западнее «Новых мест», заняв земли бывшей деревни Егоровки. Но практически было освоено лишь несколько участков рядом с усадьбой «Маврино».
Осевая просека бывшего Маврино была превращена в Раевскую улицу и продлена до Петергофского шоссе (напротив центрального входа Южно-Приморского парка). Также косой съезд к шоссе имела Сегалева улица.
23 марта 1913 г. состоялось Общее собрание, на котором было решено поставить в общественный зал мраморную доску, выгравировать на ней согласие Императора на переименование «Новых мест» в посёлок «Романовский» в память 300-летия царствования Дома Романовых.
В Лигово родилась знаменитая балерина Матильда Кшесинская, жила в детстве Анна Павлова. Родился Н. Н. Голосов, исполнитель на гуслях, организатор и руководитель самодеятельных ансамблей гусляров (Хор гусляров клуба завода «Красный треугольник»). В имениях своей бабушки графини Е. Д. Кушелёвой воспитывался будущий изобретатель первых сейсмографов и преобразователь Экспедиции заготовления государственных бумаг (позже ГОЗНАК) князь Борис Борисович Голицын.

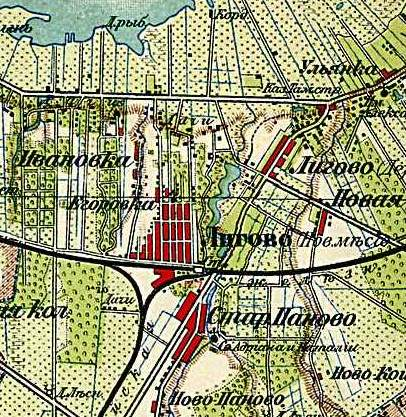
Деревня Лигово и посёлок Лигово (Новые места) на карте 1917 года

### Урицк

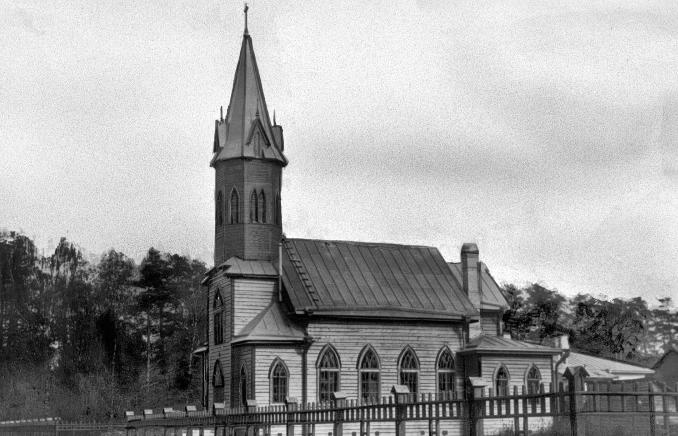
Лютеранская церковь Святого Николая

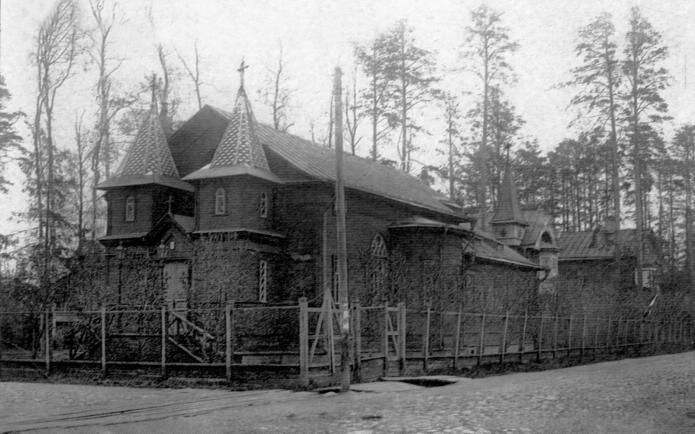
Католический костёл в Лигове

В 1918 году посёлок Романовский был переименован в посёлок Урицк в честь председателя Петроградской ЧК М. С. Урицкого. Постановлением Президиума ВЦИК от 16 июня 1925 года посёлок Урицк был преобразован в город Урицк, в его состав были включены посёлки Сосновая Поляна и Павловская Стрелка.
Железнодорожная станция Лигово Октябрьской железной дороги не переименовывалась.
С 1927 по 1930 год Урицк был административным центром Урицкого района Ленинградской области. В 1930—1936 годах город входил в состав Пригородного района (подчинявшегося Ленинградскому горсовету), с 1936 по 1950 год — в составе Красносельского района Ленинградской области.
В годы Великой Отечественной войны город Урицк 19 сентября 1941 года был оккупирован германскими войсками. Деревня Лигово (в начале Красносельского шоссе) осталась под контролем Красной Армии, её немногочисленное население в октябре 1942 года большей частью было эвакуировано в посёлок Парголово. С 20 июля по 2 августа 1942 года на Урицком участке фронта была проведена Старопановская операция.
20 января 1944 года Урицк был освобождён силами 109-й стрелковой дивизии и частью сил 79-го укрепрайона 42-й армии Ленинградского фронта в ходе Красносельско-Ропшинской операции. В ходе боев историческая застройка поселения подверглась значительным разрушениям.
Численность населения Урицка 1926—1959 годах:
Указом Президиума Верховного Совета РСФСР от 12 июня 1950 года рабочий посёлок Лигово и город Урицк были переданы в подчинение Кировскому райсовету Ленинграда.
Указом Президиума Верховного Совета РСФСР от 16 января 1963 года территория Урицка и рабочего посёлка Лигова общей площадью 4744 га была выделена из Ленинградской области и включена в Кировский район Ленинграда.
Указом Президиума Верховного Совета РСФСР от 13 апреля 1973 года в составе Ленинграда образован Красносельский район, куда была включена в том числе и территория бывшего Урицка.
В настоящее время территория бывшего Урицка входит в состав муниципального образования Урицк (Красносельский район).